# Ten Commandments
Ten Commandments (с англ. — «Десять заповедей») — неофициальный сборник песен британского рок-музыканта Оззи Осборна, вышедший в 1990 году. Он достиг позиции № 163 в чарте Billboard 200.
Как и на предыдущем сборнике (Best of Ozz), в трек-листе Ten Commandments отсутствуют песни с последнего на тот момент студийного альбома Осборна, «No Rest for the Wicked».

## Список композиций
1. «Flying High Again» (Осборн, Роадс, Дэйсли, Керслейк) — 4:50
  - с альбома Diary of a Madman
2. «Crazy Train» (Осборн, Роадс, Дэйсли) — 4:50
  - с альбома Blizzard of Ozz
3. «Diary of a Madman» (Осборн, Роадс, Дэйсли, Керслейк) — 6:12
  - с альбома Diary of a Madman
4. «Shot in the Dark» (Осборн, Суссан) — 4:16
  - с альбома The Ultimate Sin
5. «Thank God for the Bomb» (Осборн, Дэйсли, Ли) — 3:53
  - с альбома The Ultimate Sin
6. «Bark at the Moon» (Osbourne) — 4:15
  - с альбома Bark at the Moon
7. «Tonight» (Осборн, Роадс, Дэйсли, Керслейк) — 5:50
  - с альбома Diary of a Madman
8. «Little Dolls» (Осборн, Роадс, Дэйсли, Керслейк) — 5:38
  - с альбома Diary of a Madman
9. «Steal Away (The Night)» (Осборн, Роадс, Дэйсли, Керслейк) — 3:28
  - с альбома Blizzard of Ozz
10. «So Tired» (Осборн) — 3:56
  - с альбома Bark at the Moon

## Участники записи
- Оззи Осборн — вокал
- Рэнди Роадс — гитара на песнях «Flying High Again», «Crazy Train», «Diary of a Madman», «Tonight», «Little Dolls» и «Steal Away (The Night)»
- Джейк И. Ли — гитара на песнях «Shot in the Dark», «Thank God for the Bomb», «Bark at the Moon» и «So Tired»
- Боб Дэйсли — бас-гитара
- Дон Эйри — клавишные на песнях «Crazy Train», «Bark at the Moon» и «So Tired»
- Джонни Кук — клавишные на песнях «Flying High Again», «Diary of a Madman», «Tonight» и «Little Dolls»
- Майк Моран — клавишные на песнях «Shot in the Dark» и «Thank God for the Bomb»
- Ли Керслейк — ударные на песнях «Flying High Again», «Crazy Train», «Diary of a Madman», «Tonight», «Little Dolls» и «Steal Away (The Night)»
- Томми Олдридж — ударные на песнях «Bark at the Moon» и «So Tired»
- Рэнди Кастилло — ударные на песнях «Shot in the Dark» и «Thank God for the Bomb»